# مهر آنانیان
مهر ساناساری آنانیان (ارمنی: Մհեր Սանասարի Անանյան؛  زادهٔ ۱۰ نوامبر ۱۹۶۸) اقتصاددان، وکیل و سیاستمدار اهل ارمنستان است.

## زندگی‌نامه
وی در ۱۰ نوامبر ۱۹۶۸ در ایروان به دنیا آمد و از دانشگاه ملی علوم کشاورزی ارمنستان (۱۹۹۲) و دانشگاه بین‌المللی اوراسیا (۲۰۰۸) فارغ‌التحصیل گشت. همچنین برندهٔ جوایزی همچون مدال گارگین نژده (۲۰۱۳) شده است.